# L'altro dio
L'altro dio è il terzo album in studio de Gli Avvoltoi, pubblicato nel 2009 dalla Skipping Musez.

## Tracce
1. Era di maggio
2. Un uomo rispettabile
3. Puoi girare il mondo con chi vuoi
4. Happy Subbuteo
5. È tornato fra di noi
6. Lucifer Sam
7. L'altro dio
8. Gianni
9. Guardami, aiutami, toccami, guariscimi
10. Il tuo sorriso
11. Questa notte
12. Il provino
13. Gli Avvoltoi sono qua
14. La luna, le stelle, il mare
15. Datemi un biglietto d'aereo
16. Al bar
17. Gli Avvoltoi sono qua (Reprise)
18. Sogna la mia musica